# Ce crétin de Malec
Pour plus de détails, voir Fiche technique et Distribution.
Ce crétin de Malec (The Saphead) est un film américain réalisé par Herbert Blaché sorti en 1920.
Le film est une adaptation de la pièce The New Henrietta de Winchell Smith (en), créée à Broadway en 1913, dans laquelle Douglas Fairbanks tenait le rôle de Bertie. Devant le succès de la pièce, une première adaptation cinématographique est tournée en 1915, Le Timide (The Lamb) avec Douglas Fairbanks, qui fait là ses débuts au cinéma.
Lorsque la Metro Pictures désire faire une nouvelle adaptation cinématographique de la pièce, Douglas Fairbanks lui-même propose Buster Keaton pour son rôle et c'est là son premier long-métrage. Keaton est sous contrat d'exclusivité avec Joseph M. Schenck, mais ce dernier accepte le tournage. Le succès de Ce crétin de Malec marque le début de la carrière de Buster Keaton.

## Synopsis
Nicholas Van Alstyne est un des hommes les plus riches de New York, connu et respecté dans le milieu de la finance sous le surnom du « Vieux Nick de Wall Street. » Sa fille, Rose, est mariée à un courtier incompétent, Mark Turner. Il a un fils, Bertie, qui ne montre aucune disposition ou intérêt pour le travail et est amoureux d'Agnès, sa fille adoptive.
Jim Hardy, un vieil ami, vient proposer à Nicholas Van Alstyne une affaire en or dans la mine Henrietta dans laquelle ce dernier s'empresse d’investir une bonne part de sa fortune. On apprend parallèlement que Mark Turner a une maîtresse du nom d'Henrietta Reynolds. Mère de son enfant illégitime, elle se trouve sans ressources et à l'agonie. Bertie tente d’impressionner Agnès, selon les préceptes d’un livre qui préconise d’être « sulfureux » plutôt que vertueux pour séduire les jeunes filles modernes. À dessein, il affiche une photo dédicacée d'une danseuse de cabaret au nom de scène d'Henrietta. Le prénom Henrietta sert donc de prétexte à de nombreux quiproquos.
Bertie va s'émanciper et quitter le cocon familial si propice à l’oisiveté et obtenir l’autorisation du « Vieux Nick » d’épouser Agnès, ayant convaincu cette dernière que la danseuse de cabaret n’était qu’une manière maladroite de l’éblouir et qu’il ne l’a jamais rencontré. Mais durant la cérémonie, on annonce la mort d’Henrietta Reynolds et une messagère apporte les lettres d’amour de la défunte. Mark Turner manœuvre de manière à faire croire qu’il s’agit de la maîtresse de Bertie. Il est chassé sur le champ et le mariage est annulé.
Nicholas Van Alstyne part en voyage d'affaires, laissant Mark Turner chargé de gérer les finances familiales. Bertie, de son côté, tente de devenir courtier en bourse. Lorsque Mark Turner décide de liquider les actions de la mine Henrietta afin de capter la fortune du Vieux Nick, Bertie, se trouve alors autour de la corbeille. Il entend de toute part le prénom « Henrietta » qu'il exècre désormais, et rachète toutes les actions de la mine, empêchant ainsi, mais sans le savoir, le cours de s’effondrer.
Lorsqu'il rentre de voyage, Nicholas van Alstyne découvre les manigances de Mark Turner qui meurt d'une crise cardiaque et constate que Bertie a sauvé sa fortune. Il lui pardonne et les deux jeunes gens se marient.

## Fiche technique
- Titre original : The Saphead
- Titre français : Ce crétin de Malec
- Réalisation : Herbert Blaché[1],[2],[3], Winchell Smith[2]
- Scénario : June Mathis, d'après l'adaptation par Winchell Smith et Victor Mapes de la pièce The Henrietta de Bronson Howard
- Direction artistique : F. H. Webster
- Photographie : Harold Wenstrom
- Production : Winchell Smith[1],[2],[3], John Golden[2], Marcus Loew[2]
- Société de production : Metro Pictures Corporation
- Société de distribution : Metro Pictures Corporation
- Pays d'origine :  États-Unis
- Langue originale : anglais
- Format : noir et blanc — 35 mm — 1,37:1 — Film muet
- Genre : Comédie
- Durée : 77 minutes
- Dates de sortie : États-Unis, 18 octobre 1920
- Licence : domaine public

## Distribution
- Buster Keaton : Bertie Van Alstyne / Malec dans la version française
- William H. Crane : Nicholas Van Alstyne
- Beulah Booker : Agnes Gates
- Irving Cummings : Mark Turner
- Edward Connelly : Musgrave
- Edward Jobson : Révérend Murray Hilton
- Edward Alexander : Watson Flint
- Odette Tyler : Mme Cornelia Opdyke
- Carol Holloway : Rose Turner
- Jack Livingston : Docteur George Wainright
- Katherine Albert : Hattie
- Henry Clauss : Valet
- Alfred Hollingsworth : Hathaway
- Helen Holte : Henrietta Reynolds
- Jeffrey Williams : Hutchins

## Autour du film
Adapté de la pièce de théâtre The New Henrietta de Winchell Smith, elle-même inspirée de la pièce The Henrietta de Bronson Howard (1842-1908) créée en 1887 et de la nouvelle The New Henrietta de Victor Mapes, le scénario de The Saphead est assez confus ce qui n'a pas empêché le film de connaître le succès. C'est le premier long-métrage de Buster Keaton qui avait jusque-là tenu le rôle de faire valoir de Roscoe 'Fatty' Arbuckle avec lequel il débuta au cinéma trois ans auparavant. C'est à la série des « Fatty » que l'on doit la traduction française de Malec du nom du personnage qu'il incarne. Pourtant The saphead se démarque totalement de ces derniers. Le visage impassible de l'acteur et la sobriété de son jeu correspondent parfaitement au personnage de Bertie Van Alstyne, fataliste et dépassé par les événements.